# المكتب الوطني لمراجعة الحسابات (المملكة المتحدة)

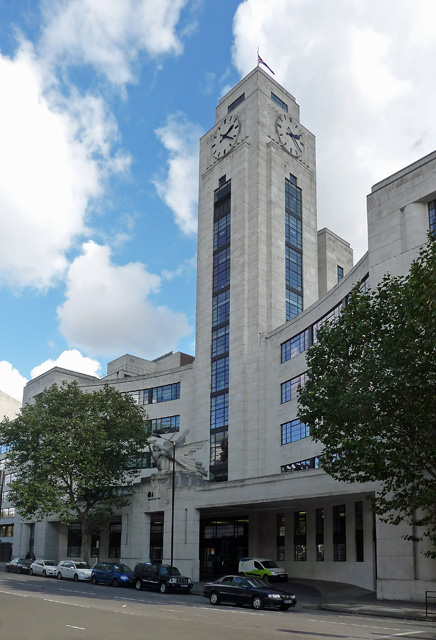
المكتب الوطني لمراجعة الحسابات بالمملكة المتحدة.

المكتب الوطني لمراجعة الحسابات (المعروف اختصاراً باللغة الإنكليزية باسم «NAO») هو هيئة برلمانية مستقلة في المملكة المتحدة مسؤولة عن تدقيق حسابات إدارات الحكومة المركزية، والوكالات الحكومية، والهيئات العامة غير الوزارية. يقوم المكتب الوطني لمراجعة الحسابات أيضاً بإجراء مراجعات للقيمة المستفادة من الأموال المنفقة في إدارة السياسات العامة.

## المهمة
يتولى المكتب الوطني لمراجعة الحسابات مسؤولية تدقيق حسابات الهيئات الممولة بشكل مباشر من برلمان المملكة المتحدة.
يقدم المكتب الوطني لمراجعة الحسابات تقاريره إلى مكتب المراقب المالي ومراجعة الحسابات العام (المملكة المتحدة) الذي يعتبر مسؤولاً عن مجلس العموم البريطاني في برلمان المملكة المتحدة، والذي يقوم بدوره بتحويل التقارير إلى لجنة الحسابات العامة، وهي لجنة مصغرة تابعة لمجلس العموم البريطاني. تقوم لجنة الحسابات العامة بمراجعة التقارير التي يقدمها المكتب الوطني لمراجعة الحسابات، ويجري في بعض الحالات تدقيقها من قبل لجان أخرى.
للمكتب الوطني لمراجعة الحسابات مسارين رئيسيين اثنين للعمل وهما: مراجعة الحسابات المالية، ومراجعة الحسابات على أساس القيمة مقابل الإنفاق.
تضمن عمليات المراجعة المالية التي يقوم بها مكتب مراجعة الحسابات التأكد من ثلاثة جوانبٍ للإنفاق الحكومي، وهي: مدى صحة ونزاهة البيانات المالية، انتظام (أو السلامة القانونية) للنفقات، وصحة سلوك الهيئة المدققة وفقاً لتطلعات البرلمان، وللقانون وللعامة. تتم عمليات التدقيق المالية تقريباً بنفس الطريقة التي تنفذها الهيئات الخاصة لمراجعة الحسابات، ويُطبق المكتب الوطني لمراجعة الحسابات –بشكلٍ طوعي- المعايير الدولية لمراجعة الحسابات (المعروفة اختصاراً باللغة الإنكليزية بـ «ISA's»)، يخضع المكتب الوطني لمراجعة الحسابات للتفتيش من قبل فريق مراجعة الجودة التابع لمجلس الإبلاغ المالي.
تُعتبر عمليات «مراجعة الحسابات على أساس القيمة مقابل الإنفاق» عمليات تدقيقٍ غير مالية، وتهدف إلى قياس مدى فعالية وكفاءة الإنفاق الحكومي. ينُتج كل عام ما يقارب الستين من هذه التقارير، وكانت أبرز هذه التقارير في السنوات الأخيرة هي تقارير المكورات العنقودية الذهبية المقاومة للميثيسيلين (المعروفة اختصاراً باللغة الإنكليزية بـ «MRSA») والتي أدت إلى ازدياد اهتمام الرأي العام بهذا الموضوع، وتقرير شركة الطاقة البريطانية، والتقرير المتعلق بالشراكة بين القطاعين العام والخاص لصيانة مترو أنفاق لندن. ليس من صلاحيات أعضاء المكتب الوطني لمراجعة الحسابات ولا من صلاحيات لجنة الحسابات العامة التشكيك في السياسة بحد ذاتها، لذلك فإن تقارير الحسابات على أساس القيمة مقابل الإنفاق تدرس فقط كيفية تنفيذ السياسة. فيما تُترك سياسة الاستجواب للجان أخرى مختارة، ولمجالس النقاش في البرلمان، لكن، لم يمنع ذلك من تسمية لجنة الحسابات العامة على أنها لجنة العام في سنة 2006.
يقع الناتج المسمى «الحكم الرشيد» في منطقة ما بين عمليات مراجعة الحسابات على أساس القيمة مقابل الإنفاق وعمليات المراجعة المالية، وكانت سابقاً إحدى فروع عمل المكتب الوطني لمراجعة الحسابات، ولكنها لم تعد محور عمله. ينشر المكتب الوطني لمراجعة الحسابات إرشادات حول أفضل ممارسات مؤسسات القطاع العام، ومن الأمثلة على ذلك صحيفة الوقائع الخاصة ببيانات الإدارة. يلتزم المكتب الوطني لمراجعة الحسابات بالإضافة إلى ما سبق بعملٍ آخر سريع الخطى وأكثر تركيزاً يسمى التحقيقات.
تلق المكتب الوطني لمراجعة الحسابات صلاحيات جديدة بموجب القانون المحلي لمراجعة الحسابات والمسائلة لعام 2014، وكان ذلك بهدف توفير رؤية شاملة لتنفيذ السياسة، وإعداد تقارير موجهة إلى القطاع الحكومي المحلي.

### مهمة المراقب المالي
تُدار وظيفة المراقب المالي من قبل قسم الخزينة العامة (الصغير ولكن ذو الأهمية البالغة)، ويعتبر أحد أقسام المكتب الوطني لمراجعة الحسابات.
يتركز عمل هذا القسم على تسجيل جميع المعاملات من وإلى صناديق القروض الموحدة والوطنية. من غير الممكن دفع الأموال من أي من الصندوقين آنفي الذكر من دون الحصول على موافقة مسبقة من مكتب المراقب المالي ومراجع الحسابات العام. تُمنح هذه الموافقة في كل يومٍ مصرفي من خلال آلية تعرف باسم «الائتمان». يُعتبر قسم الخزينة أيضاً مسؤولاً عن الموافقة على المدفوعات الصادرة عن الصندوق الموحد مباشرة إلى بعض الهيئات، بما في ذلك أجور الملكة (عن طريق قائمة مدنية)، والأجور التي يتقاضاها القضاة، وأجور أعضاء البرلمان الأوروبي، والمفوضية الأوروبية.

### الصلات البرلمانية
يُنتج المكتب الوطني لمراجعة الحسابات عدداً من الإحاطات الإعلامية للجان المختارة، لكن لجنة الحسابات العامة هي التابع الرئيسي له، إذ يمتلك المكتب الوطني لمراجعة الحسابات علاقات قوية مع هذه اللجنة التي تشرف على المكتب الوطني للمحاسبين وتقر الموافقات على ميزانياته. 

### لجنة الحسابات العامة
يُشكل المكتب الوطني لمراجعة الحسابات مع لجنة الحسابات العامة الروابط الرئيسية لدائرة التدقيق العام التي تمتلك التسلسل التالي:
- يقوم المكتب الوطني لمراجعة الحسابات بمراجعة الحسابات المالية والحسابات القائمة على أساس القيمة مقابل الإنفاق وينشر تقاريره للعامة
- تعقد لجنة الحسابات العامة جلسات استماعٍ بناءً على تقارير المكتب الوطني لمراجعة الحسابات التي فشلت بشكلٍ واضح في يكون تحقيق متطلباتِ قانونية العمليات والانضباط.
- يقدم المكتب الوطني لمراجعة الحسابات توصيات بالاعتماد على جلسات استماع لجنة الحسابات العامة.
- تستجيب الحكومة لتقرير لجنة الحسابات بإرسال تقرير مفصل للخزينة العامة للدولة.
- ينشر المكتب الوطني التقرير المفصل، وقد يتبعه دراسة تعقبية من قبل المكتب الوطني لمراجعة الحسابات/لجنة الحسابات العامة.

### هيئة الحسابات العامة
توافق لجنة الحسابات العامة (المعروفة اختصاراً باللغة الإنكليزية بـ « TPAC») بشكلٍ سنوي على الخطط والميزانيات المؤسساتية للمكتب الوطني لمراجعة الحسابات. وتستقبل تقارير الحسابات على أساس القيمة مقابل الإنفاق الخاصة بعمل المكتب الوطني لمراجعة الحسابات. تُكتب هذه التقارير من قبل شركات تدقيق تابعة للقطاع الخاص بنفس الطريقة التي يكتب فيها المكتب الوطني لمراجعة الحسابات تقاريره عن الحكومة المركزية.

### العمل الدولي
المكتب الوطني لمراجعة الحسابات هو واحد من أعضاء المنظمة الدولية للأجهزة العليا للرقابة المالية والمحاسبة المعروفة اختصاراً باسم (أنتوساي). يتبادل المكتب الوطني لمراجعة الحسابات في المنظمة المعارفَ والخبرة مع المؤسسات العليا لتدقيق الحسابات حول العالم، ويتولى أيضاً مسؤولية مراجعة الحسابات لبعض الهيئات الدولية. على سبيل المثال، كان مكتب المراقب المالي ومراجع الحسابات العام في الفترة ما بين عامي 2010 و 2016 واحداً من ثلاثة هيئات أعضاء في مجلس الأمم المتحدة لمراجعي الحسابات، وهو المجلس الذي كان مسؤولاً عن مراجعة حسابات هيئات الأمم المتحدة، بما في ذلك بعثات حفظ السلام، والمنظمات الأخرى ذات الصلة، كاليونيسيف، ومفوضية الأمم المتحدة لشؤون اللاجئين.

## التاريخ والتأسيس
ذُكر الموظف العمومي المسؤول عن تدقيق النفقات الحكومية لأول مرة في عام 1314 في إشارة إلى مدقق حسابات الخزينة العامة.